# セバスティアン・ポルター
セバスティアン・ポルター（Sebastian Polter、1991年4月1日 - ）は、ドイツ・ヴィルヘルムスハーフェン出身のサッカー選手。ブンデスリーガ・ダルムシュタット98所属。ポジションはFW。

## クラブ経歴
ポルターは2008年6月から2012年6月までVfLヴォルフスブルクのリザーブチームでプレーした。ここで2010-11シーズンまでに50試合14ゴールを決めた。2011-12シーズンからトップチームでも出場機会を貰い始め、同シーズントップチームでは12試合に出場して2ゴールを奪った。
2015年6月、クイーンズ・パーク・レンジャーズFCに移籍した。
2021年8月13日、VfLボーフムにフリー移籍で加入し、2023年までの契約を結んだ。
2022年6月21日、シャルケ04へ移籍。契約期間は3年。
2024年2月1日、SVダルムシュタット98にレンタル移籍した。